# Herman Breukel
Hermanus (Herman) Breukel (Nijmegen, 31 januari 1913 – Den Bosch, 20 maart 1992) was een Nederlands politicus.
Hij is afgestudeerd in de rechten en was hoofdcommies A bij de provinciale griffie van Noord-Brabant voor hij per 16 september 1957 benoemd werd tot de burgemeester van de gemeenten Heeswijk en Dinther. Breukel was lid van de KVP Bij de fusie in 1969 tot de gemeente Heeswijk-Dinther werd hij de burgemeester van die nieuwe gemeente. In februari 1978 ging hij daar met pensioen en in 1992 overleed Breukel op 79-jarige leeftijd. In 1977 werd hij gedecoreerd tot Ridder in de Orde van Oranje Nassau In Heeswijk-Dinther is naar hem de 'Burgemeester Breukelstraat' vernoemd.